# Meteosat 1
O Meteosat 1 foi um satélite meteorológico geoestacionário europeu construído pela Aérospatiale. Ele foi operado inicialmente pela Agência Espacial Europeia (ESA) e posteriormente pela EUMETSAT. O mesmo saiu de serviço em outubro de 1984.

## Lançamento
O satélite foi lançado com sucesso ao espaço no dia 23 de novembro de 1977, por meio de um veículo Delta 2914 a partir da Estação da Força Aérea de Cabo Canaveral, na Flórida, EUA. Ele tinha uma massa de lançamento de 625,8 kg.